# 엘든 헨슨
엘든 헨슨(Elden Henson, 1977년 8월 30일~)은 미국의 배우이다.

## 출연 작품
- 《나비효과》(2004년 영화)